# Novo Horizonte do Oeste
Novo Horizonte do Oeste là một đô thị thuộc bang Rondônia, Brasil. Đô thị này có diện tích 843,45 km², dân số năm 2007 là 9648 người, mật độ 11,44 người/km².